# Selenga
Selenga je najveća rijeka u Mongoliji i glavni izvor vode za sjevernu Mongoliju.

## Tok rijeke
Nastaje od dva izvorišna kraka (rijeke Ider i Delgermörön). U nju se ulijeva rijeka Egiin koja izvire u jezeru Khövsgöl. Nakon izlaska iz Mongolije teče kroz rusku saveznu republiku Burjatiju. Ulijeva se u Bajkalsko jezero, te čini glavni izvor vode za najdublje slatkovodno jezero i najveći rezervoar pitke vode na svijetu. Iz Bajkalskog jezera na sjeveru istječe rijeka Angara koja se ulijeva u Jenisej, a on se ulijeva u Karsko more, te je time Selenga dio slijeva Karskog mora koje je dio većeg Sjevernog ledenog mora.

## Vanjske poveznice
|  | Zajednički poslužitelj ima još gradiva o temi Selenga |